# Blackfoot

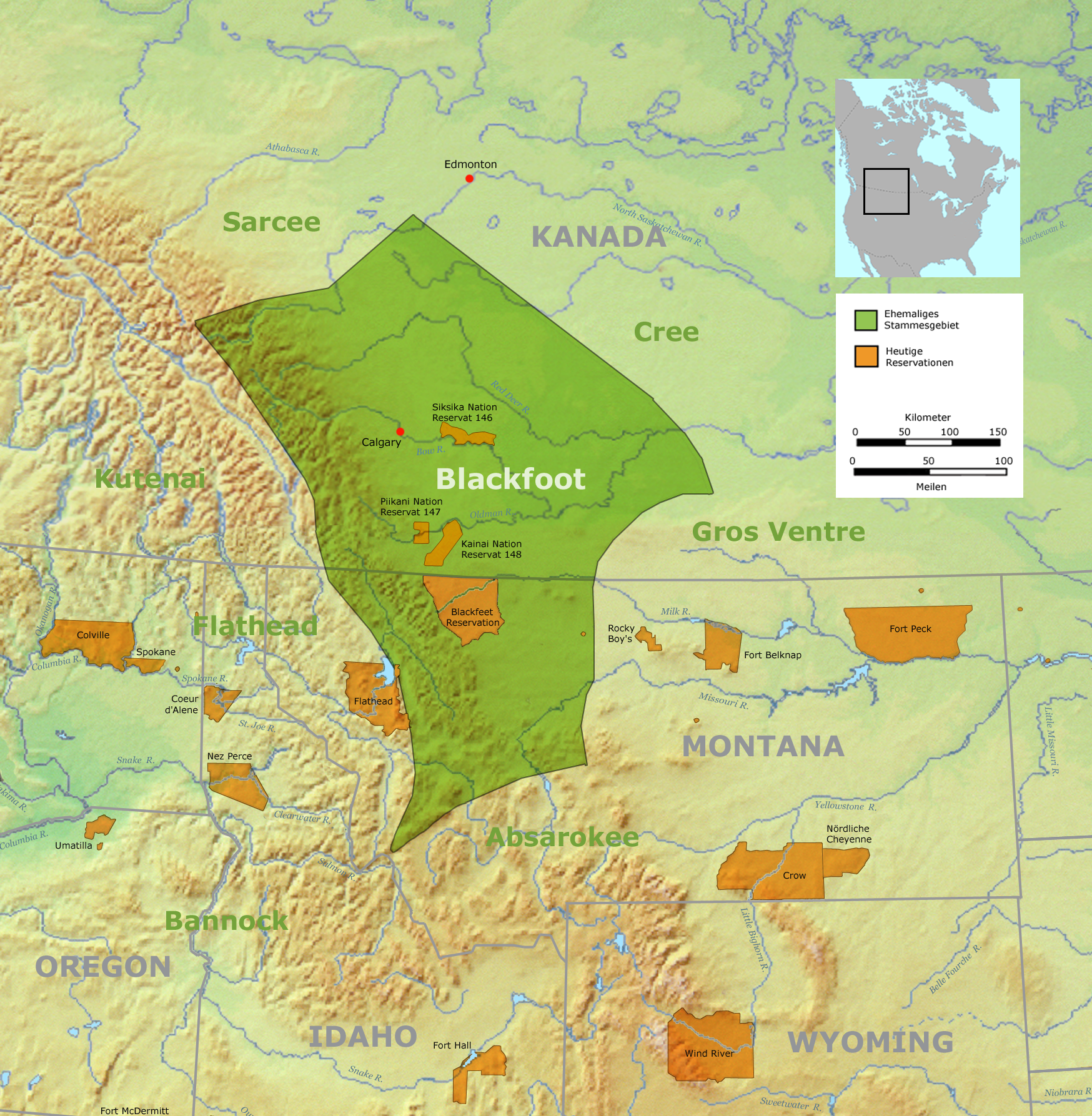
Ehemaliges Stammesgebiet der Blackfoot, heutige Reservation in Montana und Reservate in Alberta, Kanada

Die als Blackfoot (in Kanada) oder als Blackfeet (in den USA) (Englisch „Schwarzfuß/Schwarzfüße“) bezeichnete indianische Stammesgruppe umfasste die vier kulturell, historisch sowie sprachlich eng verwandten Stämme der Siksika (Siksikáwa oder Blackfoot), Kainai (Káínawa oder Blood) und die Nördlichen Piegan (Apatohsipikani oder Peigan) und Südlichen Piegan (Aamsskáápipikani oder Blackfeet) im Süden der kanadischen Prärieprovinz von Alberta sowie im Norden und Südwesten von Montana, USA.
Alle vier Stämme sprachen (sprechen) jeweils leicht abweichende Dialekte des zum Plains Algonkin zählenden Blackfoot (Ni'tsiitapipo'ahsin/Nitsipussin) und bezeichnen sich als Ni-tsi-ta-pi-ksi oder Ni-tsi-ta-pi/Niitsítapi (ᖹᐟᒧᐧᒣᑯ) („Wahres Volk“). Die Nitsitapii (Blackfoot) bezeichneten sich in Abgrenzung zu benachbarten Stämmen oftmals auch als Nitsi-poi-yiksi („Volk, das unsere – die wahre – Sprache spricht“).
Die Gesamtbevölkerung der vier Nitsitapii (Blackfoot)-Stämme vor den Kontakten mit Europäern und drei verheerenden Epidemien wird auf 15.000 bis 18.000 Stammesmitglieder geschätzt.

## Namensgebung und Bezeichnung
Nur die eigentlichen Blackfoot – die Siksika – bezeichneten sich als solche. Diese Eigenbezeichnung Siksika (Singular) stammt aus dem Blackfoot (Ni'tsiitapipo'ahsin oder Nitsipussin) und bedeutet „Schwarzfuß“. Sie leitet sich von den Worten sik („schwarz“) und ka („Fuß“) ab, die mittels des Infix -s-i- zusammengesetzt werden. Der Plural lautet Siksikáwa („Schwarzfüße“). Die ersten Europäer trafen vermutlich zunächst auf die Siksika und übertrugen das Wort Blackfoot auf die mit ihnen eng verwandten Stämme der Kainai und Nördlichen und Südlichen Piegan.

## Traditionelles Stammesgebiet der Nitsitapii (Blackfoot)
Das traditionelle Territorium der drei großen Stammesgruppen der Nitsitapii (Blackfoot) umfasste große Gebiete der Nordwestlichen Plains. Es reichte im Norden bis zum North Saskatchewan River (Ponoká'sisaahta oder Ponokasisahta – „Elk River“) mit Fort Edmonton (früher: Edmonton House, dem heutigen Edmonton) als wichtigem Handelsposten und spätestens ab Mitte des 19. Jahrhunderts im Süden bis zum Musselshell River und Yellowstone River (Otahkoiitahtayi oder Otahkoi-tah-tayi – „Yellow River“ – „Gelber Fluss“) in Montana. Zudem beherrschten sie das Gebiet des Oberlaufs des Missouri River und streiften südwärts bis Three Forks entlang des Madison River, Jefferson River, Ruby River, Beaverhead River, Red Rock River, Big Hole River und Wise River im Südwesten von Montana. Außerdem jagte die Small Robe Band der Piegan meist südlich des Missouri River. Im Westen wurde ihr Territorium durch die Rocky Mountains (Miistakistsi) begrenzt. Es erstreckte sich im Nordosten entlang des South Saskatchewan River bis zur heutigen Alberta-Saskatchewan-Grenze (Kaayihkimikoyi), östlich der Cypress Hills und der Great Sand Hills (Omahskispatsikoyii) im Südwesten von Saskatchewan sowie im Südosten auf die Plains bis zur Montana-North-Dakota-Grenze. Hierbei waren die Sweet Grass Hills (in Blackfoot: kátoyissiksi – „Sweet Pine Hills“) sowie Chief Mountain (Ninastako) ihre Heiligen Berge. Sie nannten ihr Stammesgebiet Nitawahsin-nanni (ᖹᒣᖷᑊᓱᐡ ᖻᖹ) („Unser Land“), eine offensichtliche Wortgleichung mit Nitassinan („Unser Land“), dem Namen für das Territorium der Innu und Naskapi im Osten. Heute ist auch die Bezeichnung Niitsítpiis-stahkoii (ᖹᐟᒧᐧᐨᑯᐧ ᓴᐦᖾᐟ) („Land des Wahren Volkes“) üblich.

## Stämme der Blackfoot-Konföderation (Blackfoot Confederacy)

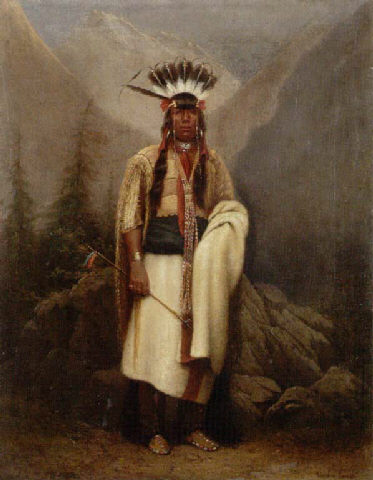
Schwarzfußindianer von Jaroslav Čermák

- Siksika (Singular: Siksikáíkoan – „Schwarzfuß“, Plural: Siksikáwa – „Schwarzfüße“, daher im Englischen meist Blackfoot, Blackfeet oder Blackfoot Proper, als kleinste und nördlichste Stammesgruppe manchmal auch Northern Blackfoot genannt, bezeichneten sich selbst oft als Sao-kitapiiksi – „Volk der Plains (Ebenen)“); lebten meist östlich des heutigen Calgary (in Blackfoot moh-kíns-tsis – „Ellbogen“)[7] entlang des Battle River im Norden südwärts entlang des Sounding River, Red Deer River bis zum Bow River in südlichen Zentral-Alberta und ostwärts entlang dieser Flüsse sowie entlang des South Saskatchewan River bis in den Westen von Saskatchewan. Jedoch waren sie oft auch weiter nördlich entlang des North Saskatchewan River zu finden und obwohl sie auch südwärts bis zum Milk River und Missouri River im Norden Montanas in den Vereinigten Staaten streiften, standen sie doch den Briten (und später Kanadiern) näher und waren in der Regel nicht am Handel sowie an Verträgen mit den Amerikanern beteiligt, ca. 2.000 bis 3.000 Stammesmitglieder, 1879 wurden offiziell 2.249 Stammesmitglieder registriert.
- Kainai (Kainah, Káínawa oder Akainawa – „Volk der vielen Häuptlinge, d. h. die Hochmütigen“, die feindlichen Cree bezeichneten sie als Miko-Ew – „die Blutigen, die mit Blut befleckten, d. h. die Blutrünstigen, Grausamen“, europäische Händler und Siedler übernahmen den Namen als Blood – „die Blutigen“); einst jagten sie zwischen dem Red Deer River, Bow River, Oldman River, Belly River, Waterton River und St. Mary River westlich von Lethbridge im Südwesten von Alberta, jedoch streiften sie nordwärts bis zum heutigen Edmonton, Alberta, ostwärts bis zu den Cypress Hills im südlichen Grenzgebiet von Alberta und Saskatchewan, und westwärts bis zu den Rocky Mountains, jedoch zogen sie Mitte des 19. Jahrhunderts südwärts bis zum Pakowki Lake (in Blackfoot: „Schlechtes Wasser“), Belly River und Teton River sowie Milk River, wobei sie oft tief nach Montana wanderten, handelten sowohl mit der American Fur Company als auch mit der Hudson’s Bay Company, ca. 2.500 bis 3.500 Stammesmitglieder, durch die Pockenepidemie von 1837 bis auf 1.750 dezimiert.
- Piegan (auch Pikuni(i), Pi(i)kani, Piikáni, Pekuni oder Peigan – „Räudige, mit Krätze verschmutzte Kleidung“ oder „jene, die schlechte Kleidung oder zerrisse Roben besessen“,[8] bei den Pelzhändlern als Muddy River Indians bekannt, da sie das Gebiet des als Muddy River bezeichneten Oberlaufs des Missouri River beherrschten);  streiften im Vorgebirge von Rocky Mountain House am Zusammenfluss von Clearwater und North Saskatchewan (dort handelten sie zuerst mit der North West Company, später mit der Hudson’s Bay Company) bis nach Heart Butte, Montana, sowie ostwärts bis auf die Nordwestlichen Plains, Mitte des 19. Jahrhunderts zogen sie weiter südwärts ins Gebiet des Teton River und Marias River in Montana und der Milk-River-Region im Süden von Alberta, sie wanderten jedoch nordwärts bis nach Fort Edmonton (früher: Edmonton House) und ostwärts bis zur heutigen Alberta-Saskatchewan-Grenze, die Piegan waren die größte und mächtigste Stammesgruppe der Blackfoot, ca. 4.000 bis 5.000 Stammesmitglieder, durch die Pockenepidemie von 1837 bis auf ca. 2.500 dezimiert.
  - Nördliche Piegan (nennen sich selbst Apatohsipikani, Aapátohsipikani oder Aputosi Pikani, in Kanada heute meist als Peigan bezeichnet, manchmal in Bezug zu ihren südlichen Vettern auch als North Pikani oder Skinnii Piikani); lebten entlang des Oldman River, in den Porcupine Hills und am Crow Creek im Südwesten von Alberta, westlich der Kainai, 1870 registrierte man 720 Stammesmitglieder, 1906 gab es 493 in der Piegan Agency in Alberta, Kanada.
  - Südliche Piegan (nennen sich selbst Amsskaapipikani oder Amskapi Pikuni, lebten entlang des Oberlaufs des Missouri River und dessen Nebenflüssen im Nordwesten und Zentral-Montana, oft streiften sie südwärts bis zum Musselshell River und Yellowstone River, in den USA meist als Piegan Blackfeet oder einfach Blackfeet bezeichnet, manchmal in Bezug zu ihren nördlichen Vettern auch South Pikani, 1858 schätzungsweise ca. 3.700, 1861 schätzte Hayden ca. 2.500, 1870 registrierte man 3.240, 1906 gab es 2.072 Stammesmitglieder in der Blackfeet Agency in Montana)
  - Inuk'sik (auch I-nuks'-iks oder Inuck'siks[9] – „Wenig, dürftige Kleidung“, „Kleine Roben“, wörtlich jedoch „Jene, die kleine(re) Kleidungsstücke tragen“, meist Small Robe Band genannt,[10] jagten und stellten Biberfallen meist südlich des Missouri River rund um Three Forks entlang des Madison River, Jefferson River, Ruby River, Beaverhead River, Red Rock River, Big Hole River und Wise River im Südwesten von Montana, einst die größte und mächtigste Gruppe der Piegan,[11] waren sie durch Pocken und Angriffe der Absarokee (Crow) und Salish-Gruppen früh geschwächt[12] und hatten ihre einst führende Position unter den Piegan verloren, schlossen sich meist den Südlichen Piegan an, 1832 gab es ca. 250 Tipis mit ca. 2.500 Stammesmitgliedern (James Kipp, amerik. Pelzhändler), nach 1846 ca. 150 Tipis mit ca. 1.500 Stammesmitgliedern, (John Ewers))[13]

Zur sogenannten Blackfoot-Konföderation zählten neben den eigentlichen Blackfoot-Stämmen zudem die:
- die Nordathapaskisch-sprachigen Sarcee (abgel. von der Blackfoot-Bezeichnung als Saahsi oder Sarsi – „mutiges Volk, stures, trotziges Volk“, Eigenbez.: Tsuu T'ina oder Tsu T'ina – „viele Menschen, eine große Anzahl von Menschen“, die die östlichen Ausläufer der Rocky Mountains, die Parks und Plains im Nordosten von British Columbia und im Nordwesten Alberta vom Hay River und vom Peace River im Norden südwärts zwischen dem North Saskatchewan River, Athabasca River, Red Deer River und South Saskatchewan River westlich des heutigen Edmonton, Alberta, bewohnten)

und die
- ebenfalls Algonkin-sprachigen Gros Ventre (Eigenbez.: A’ani, A’anini oder Ahahnelin – „Volk der weißen Kreide“ oder „Volk der weißen Ton(Erde)“, von den Blackfoot Piik-siik-sii-naa – „Schlangen, d. h. Feinde“ oder Atsíína, Atsina – „wie ein Cree, d. h. Feind“ genannt, lebten ursprünglich entlang der Saskatchewan River Forks (dem Zusammenfluss von North Saskatchewan River und South Saskatchewan River) und entlang des Oberlaufs des Saskatchewan River im Westen von Saskatchewan, flüchteten vor den mit Gewehren bewaffneten feindlichen Cree-Assiniboine südwärts zum Milk River in Montana und verbündeten sich dort mit der Blackfoot-Konföderation, waren von ca. 1793 bis 1861 Verbündete, danach Feinde der Blackfoot-Konföderation).

Hierbei waren die Sarcee die nördlichsten Vertreter der Plains-Kultur und unter den Stämmen auf den Nordwestlichen Plains galten sie allgemein als die tapfersten und kriegerischsten.

## Feinde der Blackfoot-Konföderation (Blackfoot Confederacy)
Im Gebiet Great Plains waren die Niitsitapi verfeindet mit den Stämmen der Absarokee (Crow), Cheyenne und der Sioux (Dakota, Lakota und Nakota). Zusätzlich waren sie im Gebiet Rocky Mountains mit den Shoshone, Flathead (Bitterroot Salish), Kalispel (Lower Pend d’Oreille), Ktunaxa (Kutenai/Kootenai) und Nez Percé im Konflikt.
Ihr mächtigster und gefährlichster Feind jedoch war die Handels- und Kriegs-Allianz der sog. „Iron Confederacy“ oder „Nehiyaw-Pwat“. Diese Vereinigungen wurden dominiert von den Plains Cree und Assiniboine, der Nakoda (Stoney), Saulteaux und French und Anglo Métis. Mit der Expansion der „Nehiyaw-Pwat“ nach Norden, Westen und Südwesten integrierte die Allianz größere Gruppen der Irokesen, Chipewyan, Daneẕaa, Ktunaxa, Flathead und ab 1861 die einstigen Blackfoot-Verbündeten Gros Ventre in ihre Lokalgruppen. Locker verbündet mit der Nehiyaw-Pwat jedoch politisch unabhängig waren benachbarte Stämme wie die Ktunaxa, Secwepemc und insbesondere die Erzfeinde der Blackfoot-Konföderation, die Absarokee (Crow) oder indianische Handelspartner wie die Nez Perce und Flathead.

## Kultur
Die Blackfoot waren nomadische Jäger und Sammler. Sie wohnten in kleinen Gruppen in Tipis aus Bisonfellen. Zu Jagdzügen schlossen sich manchmal einige Gruppen oder gar ein gesamter Unterstamm zusammen. Für die Blackfoot-Indianer war das Sternbild der Plejaden von entscheidender Bedeutung. Der Stand der Plejaden zu Beginn der Trockenzeit war das Startsignal für eine aufwendige Treibjagd der riesigen Bisonherden. Sind dann die Plejaden am Sternenhimmel verschwunden, sind auch die Bisons verschwunden. In einer mythischen Sage mit sieben Waisenkindern spiegelt sich die Erfahrung von dem gemeinsamen Auftauchen und Verschwinden der Plejaden und der Bisons wider. Der Sage nach nahmen sieben Waisenkinder, denen man einst wärmende Bisonfelle verwehrt hatte, zur Strafe der Menschen die Bisons mit sich. Der Sonnengott rettete die Kinder und gab ihnen einen Platz am Sternenhimmel. Hunde baten durch das Anheulen des Nachthimmels für die Dorfbewohner. Schließlich kehrten die Kinder mit den Bisons zurück.
Die Bisons waren die wichtigste Nahrungsquelle. Neben dem Fleisch der Bisons verwerteten die Blackfoot auch beinahe alle übrigen Teile des Tiers. Außerdem jagten sie weiteres Großwild wie Grizzly- und Schwarzbären, Hirsche, Wapitis, Gabelböcke, Wildschafe und Schneeziegen, zuweilen auch Kleinwild wie Hasen und Streifenhörnchen und Vögel wie Schwäne, Gänse, Enten und Präriehühner. Fische und Hunde aßen sie nur im Notfall. Ergänzend sammelten sie Beeren, besonders Felsenbirnen und Traubenkirschen.
Die Blackfoot beteten die Sonne als höchste Gottheit, den Mond als seine Frau und den Morgenstern als beider Sohn an. Der Donner galt als mächtiger Geist. Adlern, Raben und anderen Vögeln sprachen sie besondere Macht zu.
Die Gruppen der Blackfoot waren nicht hierarchisch organisiert, wurden jedoch von Häuptlingen geführt und bei größeren Gruppen gab es zusätzliche Unterhäuptlinge. In Kriegszeiten übernahm zuweilen ein erfahrener Mann als Kriegshäuptling die Führung. Einzelne Blackfoot konnten die Gruppe beliebig wechseln.
Die Alltagsgegenstände wurden vorwiegend aus Knochen, Stein und Holz hergestellt. Krieger waren mit Pfeil und Bogen, Lanzen, Schilden und Keulen bewaffnet. Zu Kämpfen mit feindlichen Stammesgruppen kam es vor allem dann, wenn die Blackfoot oder ihre Feinde zur Jagd in das gegnerische Territorium vordrangen.
Eine von allen Untergruppierungen der Blackfoot gemeinsam verwendete Eigenbezeichnung ist ᖹᑊᒧ̇ᐧᒣᑯ Niʾtsiitapi (Plural: ᖹᑊᒧ̇ᐧᒣᑯᖿ=ᐟᖽᐧ Niʾtsiitapikoaiksi). Diese Bezeichnung setzt sich zusammen aus -iitapi- „Person“ (wobei auch Tiere als Person bezeichnet werden können), -koan (Pl.: -koa-iksi) „Leute“ und niʾt-, das von den Indianern selbst meist als „balanced“ also „ausgeglichen“, „ausgewogen“ übersetzt wird. Das Wort niʾt- entstammt für sie jedoch klar einem trialektischen folk-philosophischen Ansatz. Ähnliches gilt für ᖹᑊᒧ̇ᐧᒣᑫᑉᑊᑯ Niʾtsiitapiaʾpi als „balanced culture“ und ᖹᑊᒧ̇ᐧᒣᑯᑊᑲᖳᐦᓱᐡ Niʾtsiitapiʾpoʾahsin als „balanced language“. Diese philosophische Grundlage kann etwa zur Folge haben, dass profane Rede selbst auf Blackfoot nicht als Niʾtsiitapiʾpoʾahsin zu betrachten ist, während es sehr wohl Niʾtsiitapiʾpoʾahsin sein kann, wenn in einem visionären Traum ein Tier zu einem Menschen spricht.

## Geschichte

### Frühgeschichte und Nomadisierung

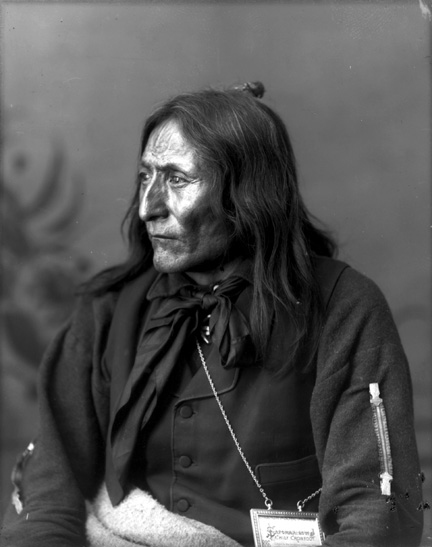
Crowfoot, einstiger Häuptling der Siksika Blackfoot

Um 750 ist eine eigene Kultur in Zentral- und Süd-Alberta fassbar, die eine hoch entwickelte Töpferei aufweist. Die Träger dieser Kultur waren wahrscheinlich die Vorfahren der Blackfoot.
Die Blackfoot gehörten zu den ersten Algonkin, die aus dem Waldland nach Westen in das offene Grasland zogen. Sie wanderten wahrscheinlich zu Fuß und mit hölzernen, von Hunden gezogenen Travois zum Transport ihrer Habe. Zu Beginn des 18. Jahrhunderts jagten diese Stämme den Büffel zu Fuß und wohnten im Saskatchewan Valley, etwa 400 Meilen östlich der Rocky Mountains. Nach 1730 gelangten die Blackfoot zu ihren ersten Pferden. Noch 1754 machte sich die Besatzung der York Factory an der Hudson Bay über Antony Hendry lustig, als er berichtete, die Siksika seien im Besitz von Pferden. Etwa gleichzeitig tauschten sie bei den Plains Cree europäische Feuerwaffen ein.
Diese beiden Errungenschaften brachten sie im Vergleich zu den Nachbarstämmen, mit denen sie meist verfeindet waren, in Vorteil. Pferde waren bei den Stämmen der Plains sehr bedeutend, sowohl im Krieg als auch zur Jagd. Die Stämme führten regelmäßig Raubzüge gegeneinander durch, um möglichst viele Pferde zu erlangen.
Die zwischen etwa 1650 und 1730/40 vorherrschenden Sioux im Süden Albertas waren ebenfalls westwärts gewandert. Sie allerdings waren möglicherweise von den Irokesen verdrängt worden, ähnlich wie die Sioux-Stämme der Dakota, Nakota und Lakota weiter im Süden. Sie erbauten eine Festung an einer Furt durch den Bow River, 120 km östlich von Calgary, die unter dem Namen Cluny Fortified Village bekannt ist. Sie dürften die ersten Pferde nach Alberta gebracht haben. Eine gemeinsame Streitmacht der Blackfoot und Cree stoppte jedoch ihre Expansion. Eine schwere Pockenepidemie setzte den Sioux darüber hinaus so stark zu, dass sie aus Alberta wieder vollständig verschwanden.

### Erste Europäer, Handel und Konflikte, Epidemien
Der erste englische Entdecker, von dem wir wissen, erreichte die Blackfoot 1754. Anthony Hendey (auch Hendry) verbrachte den Winter 1754/1755 bei den Blackfoot und besuchte das Gebiet von Red Deer und Edmonton. Sein Bericht über die Siksika, die Pferde hielten, stieß auf Unglauben. Doch etwa ab 1780 handelten die Blackfoot direkt mit Briten. Während dieser Zeit verdrängten sie schwächere Stämme, stießen nach Westen zu den Rocky Mountains und nach Süden ins heutige Montana vor. Auf der Höhe ihrer Macht zu Beginn des 19. Jahrhunderts kontrollierten sie ein Gebiet vom nördlichen Saskatchewan River bis zum Oberlauf des Missouri im Süden.

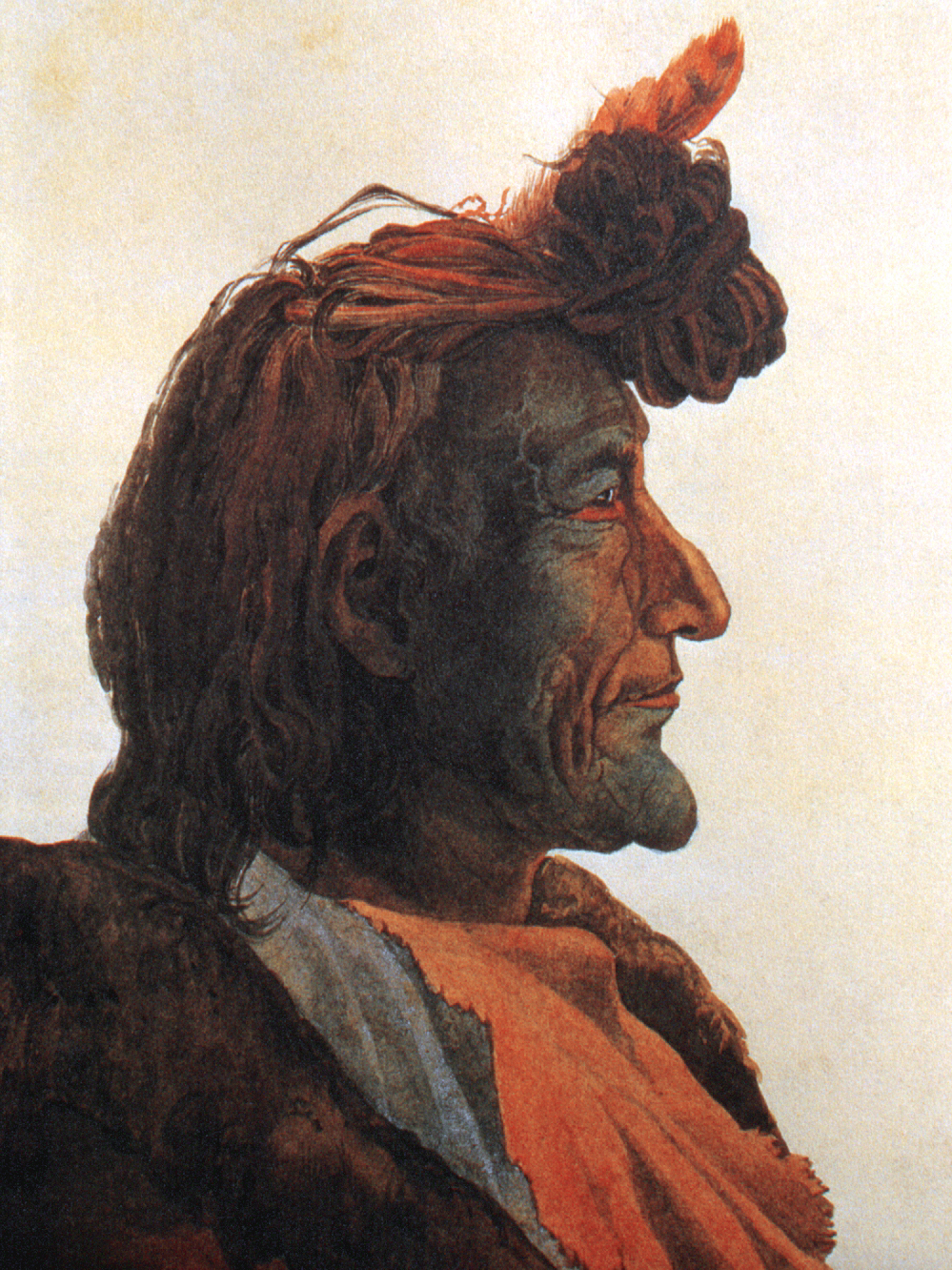
Der Piegan-Blackfeet-Indianer Pioch-Kiäiu in Kriegsbemalung (Detail aus dem Aquarell von Karl Bodmer vom 21. August 1833)

In späteren Jahren begannen immer mehr Plains Cree und Assiniboine von Norden und Osten aus in das Territorium der Blackfoot vorzudringen. Die Piegan wichen in die Region des Missouri aus, die Blood an den Bow River und Belly River, einzig die eigentlichen Blackfoot konnten ihr Gebiet am Red Deer River verteidigen.
Die Blackfoot begegneten den britischen Händlern im Norden zwar freundlich, den amerikanischen Trappern und Händlern, die von Süden den Missouri hinauf kamen, hingegen feindlich. Diese feindliche Haltung ging auf die Expedition von Lewis und Clark im Jahre 1806 zurück, bei der die Expeditions-Teilnehmer zwei Piegan getötet hatten. Ein zweiter Grund war die unterschiedliche Praxis der Amerikaner, zu Pelzen zu gelangen. Die Briten bauten Forts und erhandelten sich dort Pelze von den Indianern; die Amerikaner jedoch jagten die Pelztiere selbst. Die Konflikte spitzten sich zu, als die Amerikaner bei Three Forks, am Rande des Blackfoot-Territoriums, Fort Lisa errichteten. 1831 errichtete die American Fur Company am Missouri Fort Piegan und nutzte dieses zum Handel mit den Blackfoot. Dies führte zu einer leichten Entspannung. In der Folge erzielten die Blackfoot gute Preise für ihre Ware; sie konnten die Briten gegen die Amerikaner ausspielen und umgekehrt. Für amerikanische Fallensteller blieb es weiterhin gefährlich, in das Gebiet der Blackfoot einzudringen.
Ein weiterer Grund für die ablehnende Haltung der Blackfoot war die Gefahr von Pockenepidemien, wie 1780 bis 1782, die eine unbekannte, aber hohe Zahl von Indianern das Leben kostete. Ebenso katastrophal war die Grippe, die 1835 in Saskatchewan, am Athabasca und am Peace River wütete. Diese Epidemien ließen auf Jahre den Pelzhandel zusammenbrechen, da die überlebenden Indianer den Kontakt mieden.

### Verträge und Reservate

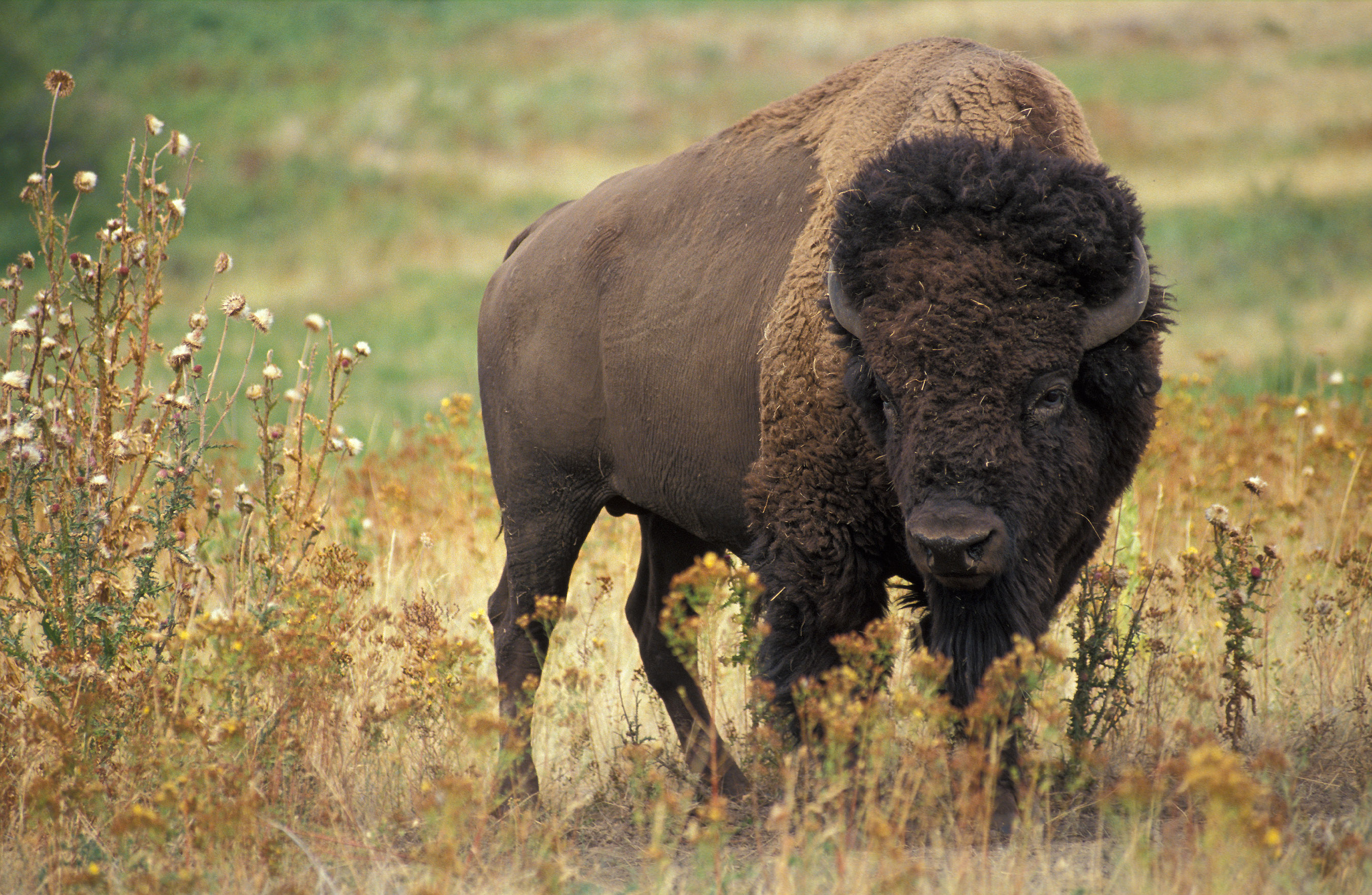
Amerikanischer Bison

1851 wurde erstmals in einem Vertrag, der ohne die Blackfoot abgeschlossen wurde (Treaty of Fort Laramie), ein Reservat vorgesehen.
1855 schlossen die Blackfoot, Gros Ventre, Flathead, Nez Percé und Plains Cree einen Friedensvertrag mit den USA ab, in dem diese Stämme den USA erlaubten, eine Eisenbahnlinie, Straßen, Telegraphenlinien und Militärposten in ihrem Gebiet zu bauen. Im Gegenzug wurde den Indianern ein exklusives Jagdrecht in ihren Territorien, fortan Reservation genannt, und jährliche Zahlungen zugesichert.
Wenig später begannen vermehrt weiße Siedler in das Gebiet des heutigen Montana vorzudringen. Deshalb konnte die Regierung der USA die Einhaltung des Vertrages nicht durchsetzen und es gab ab 1864 vereinzelte Übergriffe verbitterter Krieger. 1865 und 1869 schlossen die Blackfoot weitere Verträge mit den USA ab, die zu einer Verkleinerung der Reservation führten. Sie wurde 1873, 1874, 1888 (Sweet Grass Hills Treaty) und 1895 erneut verkleinert.
Dabei war der Vertrag von 1888 besonders wichtig, da er das so genannte allotment system einführte, mit dem Landbesitz individualisiert wurde. Mit dem Vertrag von 1896 musste der Stamm das Gebiet abtreten, aus dem später der Glacier National Park wurde.

### Marias Massaker
Am 23. Januar 1870 vergalt die United States Army Übergriffe einzelner Blackfoot mit einem Massaker, dem so genannten Marias Massaker, auch Bakers Massaker genannt, am Lager von Chief Heavy Runner. Dabei starben über 173 Blackfoot, drei Viertel davon Frauen und Kinder. Das angegriffene Lager war das falsche, da das Lager von Mountain Chief, Vater von Owl Child, einem der Widerstand leistenden Blackfoot, gewarnt worden war und fliehen konnte. Major Bakers gab trotzdem den Befehl zum Angriff auf das unbeteiligte Lager von Heavy Runner. Im Lager hielten sich kaum Männer auf, da diese auf der Jagd waren. Das Massaker wurde an Frauen, Kindern und an Pockenkranken verübt. Überlebende wurden lebendigen Leibes mit den Tipis verbrannt. Die von einer Pockenepidemie geschwächten Blackfoot (hier der Piegan-Stamm) waren nicht in der Lage, Gegenwehr zu leisten. Daraufhin wurden die übrigen Blackfoot auf dem US-Gebiet in eine Indianerreservation im nördlichen Montana umgesiedelt.
An den Kriegen gegen die Weißen waren die Blackfoot nicht beteiligt, doch sie erlitten enorme Verluste durch die Pockenepidemien von 1780 bis 1858, die teilweise durch infizierte Decken ausgelöst wurden. Außerdem verkauften weiße Händler den Blackfoot Alkohol in großen Mengen. Zwischen 1868 und 1873 starb rund ein Viertel der Blackfoot an übermäßigem Alkoholkonsum, heißt es. 1874 sorgte die North West Mounted Police in Kanada für ein Ende der Alkoholverkäufe.
Die Zahl der Blackfoot sank von geschätzten 15.000 Menschen im Jahr 1780 bis auf 4.635 im Jahr 1909. Neben Epidemien, Krieg und Alkohol war es vor allem die Vernichtung der Büffel, die ihnen ihre wichtigste Nahrungsgrundlage entzog. Die northwest buffalo herd, die riesige Büffelherde des Nordwestens, wurde 1874 noch auf 4 Millionen Tiere geschätzt, von denen 1880 nur noch wenige existierten. Die kulturellen Verwerfungen in einem Stamm, der bis dahin überwiegend von der Büffeljagd lebte, und nun auf staatliche Hilfe angewiesen war, waren schwer zu bewältigen. So lebten um 1900 rund 2000 Stammesangehörige bei Badger Creek, wo sich die Indianeragentur befand.

### Treaty No. 7
1877 schlossen die kanadischen Blackfoot mit der dortigen Regierung den als Treaty No. 7 bekannten Vertrag, mit dem sie ihre 160.000 km² großen Jagdgründe (Deutschland: 357.000 km²) in Kanada übergaben. Dafür erhielten sie nun drei kleine Reservate sowie jährliche Zahlungen.
Ab 1880 lebten die Blackfoot in vier getrennten Gebieten:
- Südliche Piegan (Amsskaapipikani) bilden heute den Blackfeet Tribe in der Blackfeet Reservation im Nordwesten Montanas
- Nördliche Piegan (Apatohsipikani) bilden heute die Piikani Nation im Piikani 147 Reserve im Süden Albertas
- Kainai (Blood) bilden heute die Kainai (Blood) Nation (Kainaissksaahkoyi) im Blood 148 und Blood 148A Reserve im Süden Albertas
- Siksika (eigentliche Blackfoot) bilden heute die Siksika Nation im Siksika 146 Reserve im Süden Albertas

### Schulsystem und Agrardirigismus, Indian Trust
Die seit 1859 unter den Blackfoot werbenden katholischen Missionare gründeten erste Schulen. Doch erst mit den staatlichen Schulen, einer boarding school und day schools, Tagesschulen, setzte die Regierung der USA den Schulzwang durch. Ähnlich sah es auf der kanadischen Seite aus, wo internatartige Schulen entstanden.

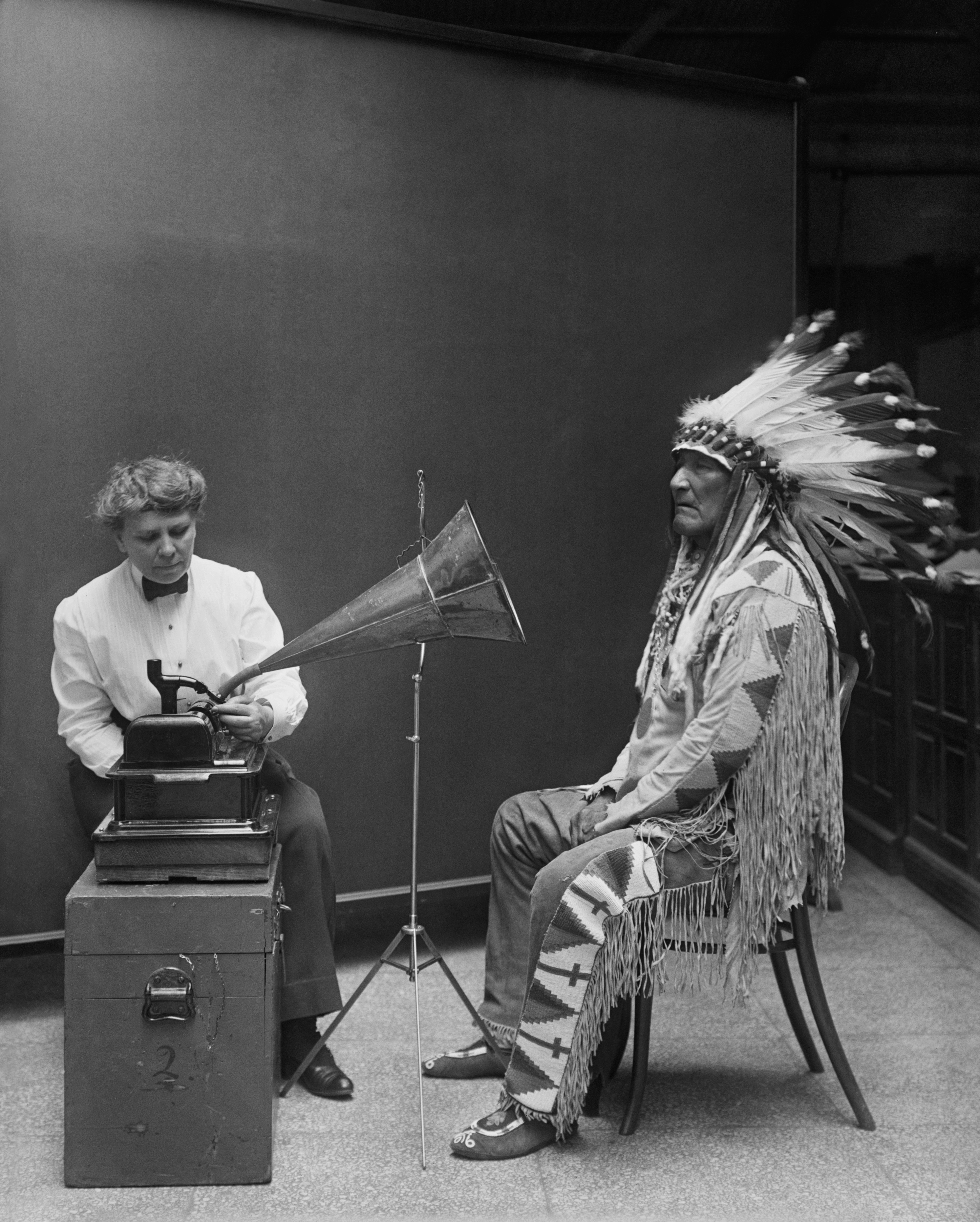
Frances Densmore und Mountain Chief bei einer Aufnahme für die Smithsonian Institution, 1916

Um 1900 setzte die Regierung zudem darauf, die Stämme an Ackerbau zu gewöhnen. Um 1915 bevorzugte man dabei die Rinderzucht, die 1919 jedoch völlig einbrach. Die Ursache war eine extreme Trockenheit. Viele Blackfoot mussten ihr inzwischen privates Land verkaufen, da sie nicht mehr die Steuern aufbringen und ihre Schulden abzahlen konnten. Mit Hilfe des lokalen Indianeragenten setzten die Blackfoot nun auf Kleinbetriebe und Weizen- und Gemüseanbau.
Wie überall in den USA setzte die Regierung eine Art Land- und Vermögensverwaltung für die Reservatsindianer ein, den Indian Trust. Dieser wurde jedoch mangels Kontrolle zu einem nicht zu durchschauenden Verwaltungssystem, gegen das bis heute Klagen anhängig sind. Die Kläger werfen dem Trust Unterschlagung in größtem Ausmaß vor. Andererseits erhielt das Blackfoot-Gebiet Trust-Status, war also vor weiteren Enteignungen und Reservatsverkleinerungen geschützt. All dies erfolgte mit dem Indian Reorganization Act von 1934. Dieses Gesetz sah auch eine Regierung des Stammes vor, einen Tribal Council (Stammesrat).

## Sprache
Ihre Sprache, das Blackfoot, nennen sie Ni'tsiitapipo'ahsin („Sprache der wahren, ausgeglichenen Menschen“) oder auch Nitsipussin („Wahre, echte Sprache“). Jedoch sprechen heute von den ca. 39.000 Nitsitapii (Blackfoot) nur noch 3.250 in Kanada sowie 100 in den USA ihre Muttersprache, die meisten sprechen heute als erste Sprache Canadian bzw. American English. Manche jüngere Nitsitapii (Blackfoot) in Kanada sprechen zudem auch Cree.
Seit 2008 versuchen die verschiedenen Stämme durchzusetzen, dass die Blackfoot-Sprache in die lokalen Curricula für die Schulen integriert wird. Dazu mussten viele Begriffe neu geschaffen werden, um etwa technischen oder mathematischen Fragestellungen gerecht zu werden.

## Heutige Stämme der Blackfoot
Heute (Stand Juli 2016) zählen die verschiedenen Nitsitapii (Blackfoot) ca. 39.200 Stammesmitglieder, von denen die ca. 21.000 zählenden Nördlichen Piegan (Apatohsipikani) und Südlichen Piegan (Amsskaapipikani) mehr als die Hälfte der Stammesmitglieder stellen, was auch ihrer historischen Rolle als einst mächtigste und bevölkerungsreichste Gruppe der Nitsitapii (Blackfoot) widerspiegelt.

### Kanada – Alberta
Die Siksika Nation zählt heute (Stand Juli 2013) etwa 6.925 Stammesmitglieder, von denen ca. 3.790 auf dem 696,54 km² großen Siksika 146 Reserve am Bow River im Süden Albertas, ca. 87 km südöstlich von Calgary, leben. Nach dem Blood Indian Reserve 148 der Kainai (Blood) Nation, das 1.413,87 km² umfasst, ist dies das zweitgrößte Reservat in Kanada.
Die Kainai (Blood) Nation (Kainaissksaahkoyi) zählt heute (Stand Juli 2013) etwa 11.696 Stammesmitglieder, von denen ca. 7.980 auf den beiden Reservaten Blood 148 (30 km südlich von Fort McLeod, ca. 1.342,93 km²) und Blood 148A (am Belly River, ca. 2,5 km nördlich der International Boundary, ca. 19,72 km²) entlang des Oldman, Belly und St. Mary River westlich von Lethbridge im Süden Albertas leben. Die beiden Reservate bilden heute zusammen mit einer Fläche von 1.413,87 km², trotz willkürlicher Verkleinerungen im 19. Jahrhundert, das größte Reservat in ganz Kanada.
Die Piikani Nation (Nördliche Piegan oder Apatohsipikani) zählt heute (Stand Juli 2013) etwa 3.629 Stammesmitglieder, von denen ca. 2.370 auf dem 426,99 km² großen Piikani 147 Reserve (früher: Peigan 147) bei Brocket, ca. 13 km südwestlich von Fort McLeod sowie 61 km westlich von Lethbridge, im Süden von Alberta leben. Zum Reservat gehört zudem das ca. 29,79 km² große unbewohnte Peigan Timber Limit „B“, und somit ist es das viertgrößte Reservat in ganz Kanada.

### Vereinigte Staaten – Montana
Der Blackfeet Tribe (Südliche Piegan oder Amsskaapipikani) in Montana hat heute (Stand: 15. November 2011) 16.924 Stammesmitglieder sowie geschätzt ca. 4.500 Nachfahren, die nicht im Stamm registriert sind. In der ca. 7.770 km² umfassenden Blackfeet Reservation (und somit ca. 1.200 km² größer als der Bundesstaats Delaware) leben jedoch nur ca. 8.500 Südliche Piegan, die restlichen ca. 7.500 leben meist in den USA, Kanada oder auf anderen Reservaten. Die Reservation liegt auf 1.219 m Höhe im Vorgebirge der Rocky Mountains rund um das Stammeszentrum Browning grenzt im Norden an die International Boundary, im Westen an den Glacier-Nationalpark und die Rocky Mountains und umfasst im Süden und Osten Teile der Nördlichen Plains.